# Фёдоров, Степан Валерьевич
Степан Валерьевич Фёдоров (род. 8 мая 1987) — российский спортсмен-саночник, мастер спорта России международного класса, пятикратный обладатель Кубка России
Федоров Степан родился 8 мая 1987 года в п. Металлплощадка Кемеровского района, где проживает по настоящее время.
В 2009 году закончил Училище олимпийского резерва г. Ленинск-Кузнецкого. В 2015 г. окончил Кемеровский государственный университет по специальности «Физическая культура и спорт». 
С 2000 года Федоров С. начал заниматься в СДЮШОР по санному спорту Кемеровского района. Выполнив в 2003 году норматив «Кандидат в мастера спорта», в 2004 году он уже стал победителем Первенства России среди юношей, Кубка Федерации России, принял участие в трех этапах молодежного Кубка мира и вошел в десятку лучших спортсменов Кузбасса и России. 
В августе 2005 года, подтверждая свое спортивное мастерство, он стал Победителем летнего Кубка России.
В 2006 году Федоров С. выполнил норматив Мастера спорта России, вошел в основной состав сборной команды России по санному спорту.
2007-08-09 годад принимал участие в Чемпионатах Мира.
В феврале 2010 г. Федоров С. принял участие в XXI зимних Олимпийских играх в Ванкувере (Канада).
В сезоне 2011 – 2012 завоевал серебро чемпионата России.
В сезоне 2013 – 2014 стал обладателем Кубка России и Кубка мира                         и завоевал бронзовую медаль на чемпионате России.
В феврале 2014 г. Федоров С. принял участие в XXII зимних Олимпийских играх в Сочи. Открывающий-запасной.
В 2015 году Степану присвоено звание «Мастера спорта России международного класса».
В сезоне 2015 – 2016 Степан стал победителем и трижды серебряным призером на этапах Кубка мира, завоевал серебряную медаль на чемпионате России.
В сезоне 2017 – 2018 завоевал бронзу чемпионата России и бронзу Кубка мира. На XXIII зимних Олимпийских играх в Пхёнчхане (Корея) Степан занял 13 место, показав второй результат среди российских спортсменов.
В сезоне 2019 – 2020 завоевал бронзу чемпионата России.
В сезоне 2020 – 2021 принял участие в этапах Кубка мира и чемпионате Европы занял 6 место.
За годы спортивной карьеры принимал участия в 8 чемпионатов мира, 10 чемпионатов Европы и более 150 этапов кубка мира. 
С мая 2022 года руководит обособленным структурным подразделением ГАУ «РЦСС Кузбасса» «Теннисный центр «Кузбасс».
За высокие спортивные достижения и трудовую деятельность награждён Областной медалью «Надежда Кузбасса» 2005 г., «За честь и мужество» 2010 г., «За веру и добро» 2014 г., «За служение Кузбассу» 2019 г., «300 лет Кузбассу» 2021 г., «Спортивная доблесть Кузбасса» 2023.; 
Памятной медали президента РФ 2014 г, Почётной грамотой главнокомандующего войсками национальной гвардии РФ 2018г. Присвоено звание Почетного работника физической культуры и спорта Кемеровского района 2016 г. 
Федоров С.В. также является Президентом РОО "Олимпийский Совет Кемеровской области", Старшим лейтенантом войск национальной гвардии России, Членом партии Единая Россия, Посол ГТО Кузбасса

## Спортивные результаты
Степан Федоров серебряный (2012,2015 и бронзовый (2007, 2014,2017,2019,2020) призёр чемпионатов России.
На этапе Кубка мира по санному спорту 2014/2015 в Винтерберге занял второе место.
2015/16 Винтерберг занял первое место .
2016/17 Винтерберг дисциплина спринт занял второе место .
2017/18 Винтерберг занял третье место .

## Статистика

### Одиночки
| Соревнование/Год                   | 2007 | 2008 | 2009 | 2010 | 2011 | 2012 | 2013 | 2014      | 2015 | 2016 | 2017 | 2018 | 2019 | 2020 |
| ---------------------------------- | ---- | ---- | ---- | ---- | ---- | ---- | ---- | --------- | ---- | ---- | ---- | ---- | ---- | ---- |
| Зимние Олимпийские игры            | -    | -    | -    | 19   | -    | -    | -    | -запасной | -    |      |      | 13   |      |      |
| Чемпионат мира по санному спорту   | 30   | 26   | 35   | -    | -    | 20   | -    | -         | 7    | 15   | 8    |      | 10   |      |
| Кубок мира по санному спорту       | 38   | 39   | 26   | 21   | 30   | 14   | 42   | 40        | 8    |      | 10   | 9    |      |      |
| Чемпионат Европы по санному спорту | -    | 22   | -    | 8    | -    | -    | -    | -         | 6    | 7    | 7    | 10   | 13   | 6    |
| Nation Cup                         | -    | -    | -    | -    | 24   | 6    | 34   | 30        | 27   |      |      |      | 2    |      |